# Eucalyptus camaldulensis

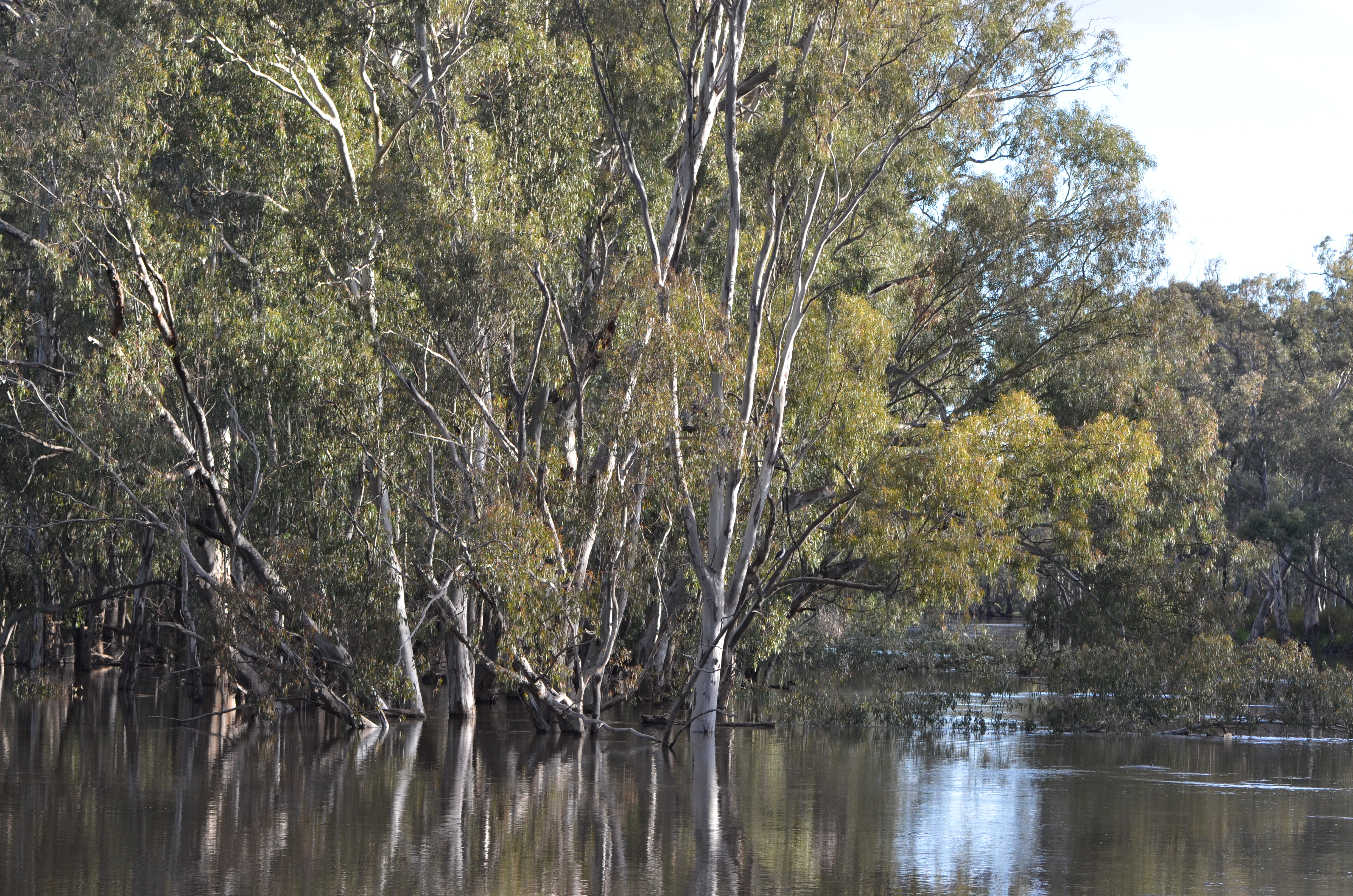
.Eucalpti rossi nel Riverina, Nuovo Galles del Sud

L'eucalipto rosso (Eucalyptus camaldulensis, (Dehnh. 1832)) è un albero appartenente alla famiglia delle Myrtaceae, originario dell'Australia che si può trovare in molte zone del mondo dal clima temperato. In Italia è presente dal 1803. Il suo nome scientifico deriva dalla Collina dei Camaldoli, presso Napoli, dove la specie venne descritta per la prima volta.
Si tratta di un albero assai diffuso lungo molti corsi d'acqua nell'interno del continente australiano. L'albero produce un'ombra assai gradevole nel caldo infuocato delle zone dell'Australia centrale e gioca un ruolo importante nella stabilizzazione delle sponde dei fiumi, consolidando il suolo e limitandone l'erosione.

## Descrizione
L'eucalipto rosso raggiunge l'altezza di 20 m ma può arrivare fino a 45 m e oltre (il suo congenere Eucalyptus regnans sfiora i 90 m).
La sua corteccia è spessa (3 centimetri) e spugnosa. Da giovane è rossastra, col tempo diventa grigia chiazzata di rosso, bianco e verde. Dalle fessure nella corteccia trasuda una linfa di colore rossastro (da qui il suo nome inglese di red gum).
Le foglie sono ovate da giovane, ma la pianta adulta presenta foglie lunghe lanceolate.

## Coltivazione
L'albero si sviluppa rapidamente sia da semi freschi che essiccati o tenuti al fresco. La pianta diventa rapidamente forte e può sopportare la siccità già nei tubi usati nella riforestazione. Con essa si producono eccellenti bonsai e la pianta può facilmente ricrescere sia dalla base che dalle gemme epicormiche.
Si tratta di uno degli eucalipti più coltivati nel mondo (5000 km² di piantagioni nel 1980). Si può trovare in Argentina, Brasile, Burkina Faso, Egitto, Europa (in Spagna, Italia e in altre zone dal clima temperato- caldo), Kenya, Marocco, Nigeria, Pakistan, Senegal, Sierra Leone, Sri Lanka, Sudan, Tanzania, Uruguay, USA (Arizona e California) e Zimbabwe.

## Usi

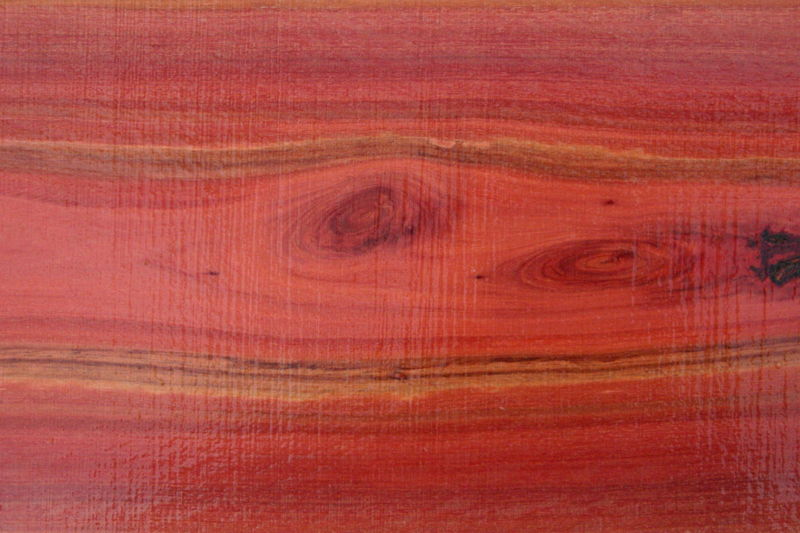
Il legno dell'eucalipto rosso

Dall'eucalipto rosso si ricava un legno rosso brillante che può variare da un colore rosa chiaro a una tonalità molto scura, a seconda dell'età e delle condizioni ambientali. Il legno è piuttosto friabile e spesso nodoso, quindi è difficile da lavorare. Tradizionalmente veniva usato soprattutto per applicazioni come palchi, pali per recinzioni e travicelli ma di recente ha cominciato ad essere usato come legname per mobili, per il suo spettacolare colore rosso e i caratteristici contorni delle nervature. Deve essere fatta particolare attenzione nella scelta del legno perché questo è assai sensibile ai cambiamenti dell'umidità dell'aria. Esso è denso (circa 900 kg/m³), piuttosto duro, facile da pulire e intagliare. Il legno è anche apprezzato dagli ebanisti, in particolare se secco e ben stagionato.
Il legno degli eucalipti rossi della foresta di Barmah viene spesso usato come legna da ardere. Il legno della pianta produce inoltre un eccellente carbone usato in Brasile per la produzione di oggetti in ferro e acciaio. La pianta è mellifera e viene utilizzata in apicoltura per produrre il miele d'eucalipto, soprattutto in Brasile e Australia.